# Christian Krognes
Christian Krognes (* 11. Mai 1990 in Hamar) ist ein norwegischer Automobilrennfahrer.

## Karriere
Christian Krognes fuhr von 2005 bis 2010 Kart. Dort wurde er 2007, 2008 und 2010 Meister in der KZ2-Klasse der norwegischen Kart-Meisterschaft.
Mit der Saison 2012 wechselte er in die VLN Langstreckenmeisterschaft Nürburgring und gewann für das Team LMS Engineering mit einem VW Scirocco GT24 den VLN-Meistertitel. Dabei teilte er sich das Cockpit mit Ulrich Andree und Dominik Brinkmann. In dem Jahr startete er ebenfalls für LMS Engineering beim 24-Stunden-Rennen auf dem Nürburgring – konnte das Rennen jedoch nicht beenden.
2015 startete er zusammen mit Kenneth Heyer, Philipp Frommenwiler und Rob Huff für das Team Team Premio mit einem Mercedes-Benz SLS AMG GT3 beim 24-Stunden-Rennen auf dem Nürburgring belegte am Ende mit dem zehnten Platz sein bestes Ergebnis in dieser Rennveranstaltung.
Von 2016 bis 2019 trat Krognes für das Team Walkenhorst Motorsport mit einem BMW M6 GT3 in der SP9-Wertung der VLN und beim 24-Stunden-Rennen auf dem Nürburgring an. In dieser Zeit waren seine besten Saisonresultate 2019 der 13. Platz in der VLN und beim 24-Stunden-Rennen 2016 der 12. Platz in der Gesamtwertung.
Parallel startete er von 2017 bis 2019 für Walkenhorst Motorsport bei einigen Rennen des Endurance Cups der Blancpain GT Series und in der Intercontinental GT Challenge. Dort erreichte er 2018 beim 24-Stunden-Rennen von Spa-Francorchamps zusammen mit Philipp Eng und Tom Blomqvist mit dem Gesamtsieg seinen bislang größten Erfolg im GT-Motorsport.